# Севастополь (линкор)
«Севастополь» (в 1921—1943 году — «Парижская коммуна») — линкор-дредноут русского императорского Балтийского флота и РККФ. Головной корабль одноимённого типа. Участвовал в Первой мировой войне, Гражданской войне в России. В 1929 году был переведён на Черноморский флот. Участвовал в Великой Отечественной войне, обороне Севастополя.
8 июля 1945 года награждён орденом Красного Знамени.

## Строительство

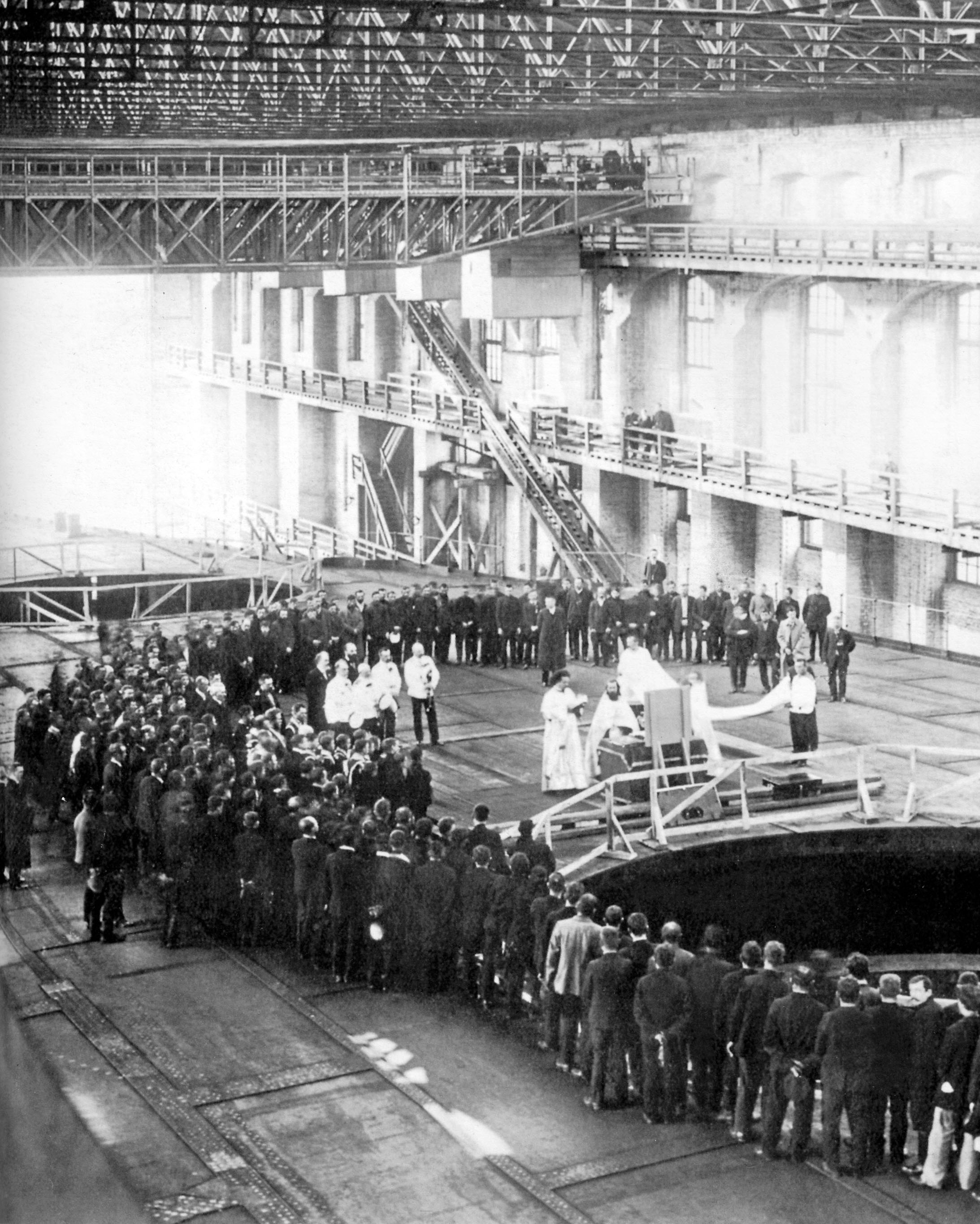
Молебен на линейном корабле «Севастополь» перед спуском на воду

Строительство четырёх дредноутов для Балтийского флота Российской империи являлось основным элементом принятой в 1907 году Малой судостроительной программы. В 1908 году несмотря на противодействие Государственной думы решение о выделении финансирования на строительство этих кораблей было получено П.А. Столыпиным через Государственный совет, после чего ориентировочным сроком их закладки на казённых Балтийском и Адмиралтейском заводах был назначен май 1909 года. Поскольку эти дредноуты должны были стать первыми кораблями своего класса, произведёнными в Российской империи, то Балтийскому заводу, которому было поручено строительство двух кораблей, получивших имена «Севастополь» и «Петропавловск», было выделено 1 млн. 393 тысячи рублей для проведения собственной модернизации (например, требовалось расширение эллингов, которые были короче на 40 м, чем требовалось для строительства новых линкоров). Также были выделены средства для переоборудования Ижорского и Обуховского заводов, которые планировалось использовать для производства корабельной артиллерии и брони для новых линкоров. В итоге, церемония торжественной закладки всех четырёх дредноутов состоялась 3 июня 1909 года в присутствии товарища морского министра И. К. Григоровича, однако фактические работы по строительству были начаты лишь в сентябре—октябре того же года. Главным строителем «Севастополя» был назначен подполковник Н.Н. Кутейников.
Всего за год работ оказалось, что выделенные на каждый из линкоров 37 миллионов рублей недостаточны для завершения строительства, и концу 1910 года готовность «Севастополя» и «Петропавловска» была около 40—45%, без учёта брони и оборудования, что поставило вопрос о новом ассигновании. После нескольких комиссий, увольнений и реорганизаций в Морском министерстве законопроект о выделении дополнительных 119,6 млн рублей на достройку кораблей был одобрен Государственной думой, а 19 мая 1911 года — подписан императором. 16 июня того же года после монтирования палубной брони, гребных винтов и 10% судовых систем «Севастополь» был торжественно спущен на воду, став таким образом первым дредноутом императорского флота.
В течение 1912 года на линкоре были установлены бронелисты главного пояса, проводились конструкционные изменения в связи с введением новых снарядов для орудий 305/52. В 1913 году работы по бронированию были окончательно завершены, был уложен деревянный настил палубы, смонтированы мачты, мостики, рубки, трубы, установлены котлы, главные механизмы, орудия 120/50. В 1914 году на корабле началась установка башен главного калибра, заказанных на Металлическом заводе — предприятие обязывалось по контракту закончить их сборку к 1 мая 1914 года. После мая продолжились наладка и регулировка систем, а также отделочные работы. После начала европейского военно-политического кризиса, вызванного убийством в Сараево, на Балтийском заводе прошёл ряд забастовок, из-за чего к достройке привлекался формировавшийся в тот период экипаж «Севастополя». Начиная с 24 июня к строительству линкоров было разрешено отправлять рабочих с верфей линейных крейсеров «Измаил». 14 июля на корабль был заселён экипаж.

## История службы

### Первая мировая война

#### Ускоренный ввод в эксплуатацию

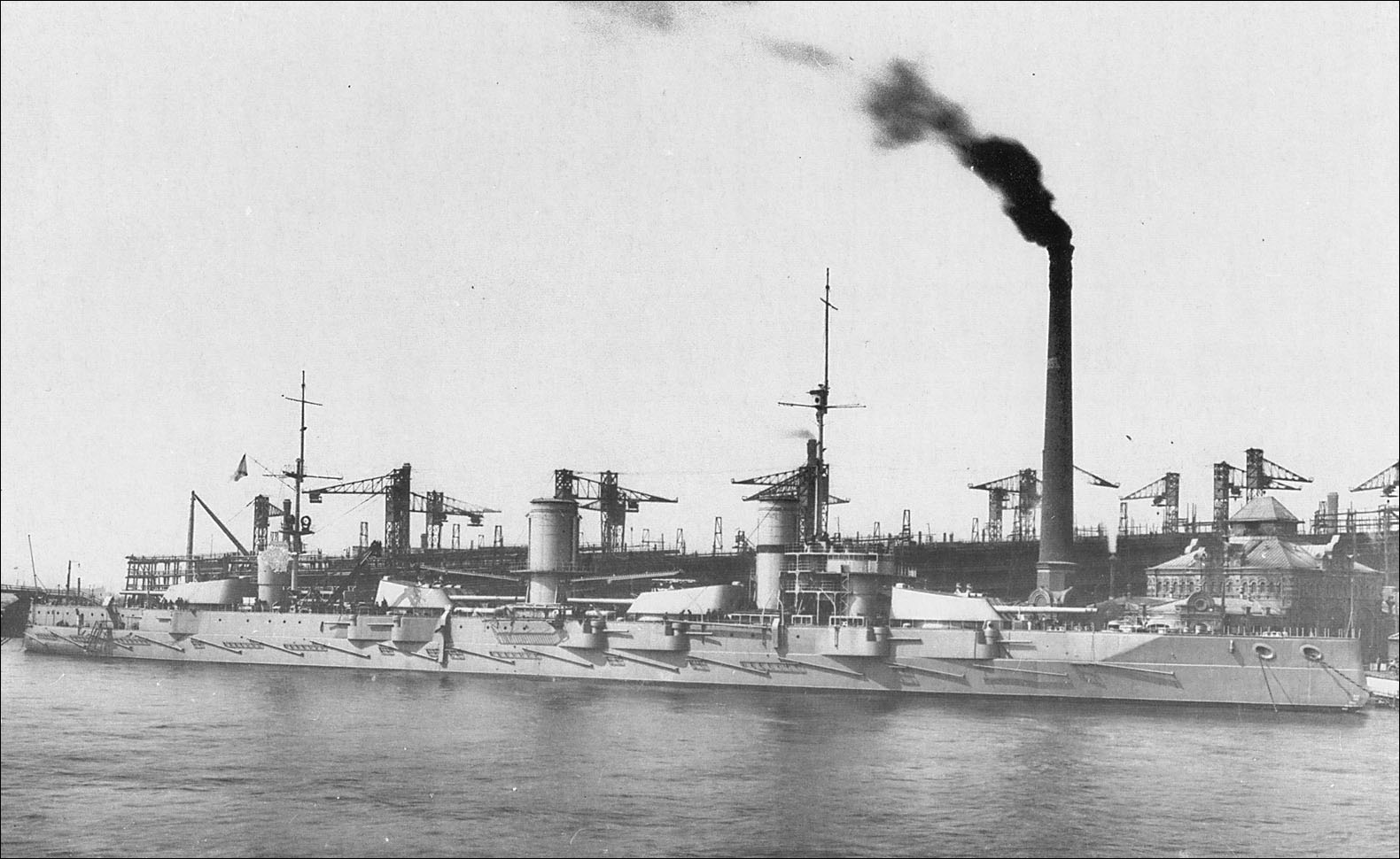
«Севастополь» покидает Балтийский завод в 1914 году

20 июля 1914 года в 10:00 утра на корабле был объявлен общий сбор, после чего был зачитан высочайший манифест о начале войны с Германией и отсужен молебен. Позже в этот день линкор посетили адмиралы — морской министр И.К. Григорович и начальник Главного Морского Штаба К.В. Стеценко. 29 июля состоялись успешные испытания элеваторов подачи снарядов главного и противоминного калибра. 31 июля со стороны Морского министерства было поручено предписание о форсировании ввода в строй линкоров (окончательная программа сокращенных испытаний была утверждена 30 августа), после чего на «Севастополе» прошли дополнительные приёмные комиссии по отдельным узлам и агрегатам. 20 августа корабль посетил Николай II.
2 сентября линкор был отбуксирован от достроечной стенки Балтийского завода и стал на якорь на Малом Кронштадском рейде. 4 и 5 сентября на корабле были проведены учебные боевые тревоги, а, начиная с 9 сентября, состоялись первые ходовые испытания и стрельбы из орудий главного калибра по сокращенной программе (две из трёх башен дали по два залпа). В это же время проходило доукомлектование личного состава, который пополнился за август—сентябрь на 206 человек. 27 сентября прошли последние ходовые испытания, в которых оценивалась мощность главных механизмов и котлов: скорость судна составила 19 узлов при средней мощности 32 950 л. с. На основании этих данных был подписан акт государственной приёмки, после чего «Севастополь» стал первым дредноутом Российского императорского флота, официально вступившим в строй. 28 сентября корабль сопровождал систершип «Гангут» на его ходовых испытаниях. 8, 11 и 12 октября линкор проводил учебные стрельбы главным калибром в районе Биоркэ, а позже южнее, близ форта «Красная Горка». 14 октября корабль вернулся в Кронштадт, где на нём продолжились учения на якоре. С 24 октября по 2 ноября в доках проводилась окраска подводной части, а 9 ноября линкор пришёл в Гельсингфорс, являвшийся главной базой Балтийского флота, где до декабря дожидался государственной приёмки других дредноутов, которые должны были составить 1-ю бригаду линейных кораблей. Вся бригада простояла на зимовке во льду до весны 1915 года.

#### Учения 1915—1916 годов
В марте 1915 года на кораблях бригады проходили учения по использованию фонаря Ратьера, а также соревнования между экипажами линкоров в расшифровке сигналов. Сами же корабли не планировались привлекать к участию в активных боевых действиях, кроме возможного отражения атаки основных сил Кайзерлихмарине в районе Центральной позиции, поскольку были получены результаты секретных испытаний броневой защиты, установленной на классе «Севастополь», которые выявили ряд существенных недостатков в противодействии как бронебойным, так и фугасным снарядам 305-мм калибра. По утверждённому командующим Балтийского флота адмиралом Н. О. Эссеном плану боя «Севастополь» входил вместе с линкором «Полтава» и броненосным крейсером «Россия» во 2-ю манёвренную группу, где линкорам отводилась задача ведения огня по основным силам противника, однако их использование требовало согласования Ставки.
К апрелю 1915 года была проведена перестройка кают, и экипаж пополнился еще 111 членами. 22 апреля вместе с линкором «Петропавловск» «Севастополь» был переведён на внешний рейд, после чего спустя двое суток оба корабля вышли в район Кашпервика на манёвры и стрельбы. 6 мая оба корабля отрабатывали совместное отражение учебной атаки миноносцев и вели стрельбы по щиту. Далее в мае и июне корабли 1-й бригады тренировались в отражении боевых тревог, стрельбах и эволюциях. После замены контр-адмирала А. С. Максимова в должности командира 1-й бригады линейных кораблей на вице-адмирала Л. Б. Кербера началась отработка совместного хождения дредноутов на более значительные расстояния — в течение июля-августа было отработано три совместных перехода в Ревель и обратно. 13 августа «Севастополь» вместе с «Гангутом» была направлены в Ирбенский пролив для прикрытия постановки минных заграждений, нарушенных ранее прорывом некоторых немецких кораблей в Рижский залив. Во время перехода на базу 16 августа «Севастополь», находясь в условиях сильного волнения на стратегическом фарватере, трижды пробил днище о камни, из-за чего принял 350 т забортной воды и получил повреждения в районе первой башни и форштевня. 28 августа корабль ушёл в Кронштадт на ремонт в сухом доке, где пробыл полтора месяца.
17 октября 1915 года «Севастополь» вышел в Среднюю гавань, однако во время погрузки боеприпасов в этот день на его палубе произошёл пожар из-за воспламения 305-мм полузаряда, в котором пострадали 5 человек, один из которых скончался. 27 октября линкор вышел на ходовые испытания, а сутки спустя отправился в Гельсингфорс. 26 ноября состоялись совместные эволюции с «Полтавой», которые стали последним выходом в море для обоих кораблей в календарном году. В декабре начальником 1-й бригады линейных кораблей стал контр-адмирал М. К. Бахирев, а корабли были оставлены на зимовке до конца апреля 1916 года на Свеаборгском рейде.
В это время Бахирев ввёл новый принцип учений, в котором отрабатывалось взаимодействие в полубригадах, а не всей бригады целиком — «Севастополь», как правило, проводил упражнения вместе с «Полтавой». 4 мая 1916 года «Севастополь» и «Полтава» вышли на манёвры, а 8—10 мая отрабатывали стрельбы и отражение атак миноносцев и подводных лодок. 21 мая уже вся бригада линейных кораблей отрабатывала взаимодействия, после чего с 31 мая по 30 июня было совершено ещё три перехода в Ревель и обратно. 24 июня полубригада отражала учебную атаку эсминца «Расторопный». 10 июля вновь состоялся переход бригады в Ревель, где 12 и 13 июля отрабатывались стрельбы противоминным калибром. 14 июля «Севастополь» отрабатывал маневрирование с «Гангутом», после чего 17 июля бригада отправилась в Гельсингфорс.
Следующий поход в Ревель для отработки стрельб, маневрирования и ночного плавания состоялся 29 июля, после чего 31 июля встали на якорь на Свеаборгском рейде. В 1916 году это стало последним учением с применением стрельб и, в целом, активность боевой подготовки существенно снизилась. 3 августа бригада ушла в бухту близ Лапвика на 3,5 недели, где преимущественно проводила судовые работы. 25 сентября должен был состояться новый выход в Лапвик, но во время перехода «Севастополь» снова ударился днищем о грунт мели, необозначенной на картах, но на этот раз не смог сняться с неё самостоятельно и был оставлен под охраной 6-го дивизиона эсминцев. В течение трёх дней с судна производилась выгрузка топлива и боеприпасов, после чего 29 сентября ледоколу «Ермак» и буксиру «Силач» удалось снять линкор с мели. Дредноут сумел самостоятельно прийти на рейд в Поркалауд, а 2 октября прибыл в Кронштадт, где пробыл в доке до 6 ноября. 4 декабря «Севастополь» вернулся в Гельсингфорс в сопровождении крейсера «Баян», где и остался на зимовку.

### 1917 год

#### Февральская революция
В конце февраля 1917 года через возвращавшихся из отпуска членов экипажей на кораблях 1-й бригады стали распространяться слухи о выступлениях в Петрограде, что незамедлительно сказалось на падении дисциплины нижних чинов. С увеличенной частотой стали проходить совещания командиров кораблей, целью котрых было противодейстовать нарастающим беспорядкам на флоте. Так 28 февраля на «Севастополе» был отмечен случай неповиновения матросов приказам офицера, однако после взятия нарушителей под стражу арестанты принялись демонстративно танцевать в камере, а часовой и караульный унтер-офицер подначивали их на продолжение такого поведения вместо исполнения своих обязанностей. Ранее в этот же день на корабле зачитали приказ командующего Балтийским флотом вице-адмирала А. И. Непенина об ограничении увольнений, повышении дисциплинарных мер, создании вооружённых пулемётных взводов и минимизации контактов матросов с рабочими и солдатами.
1 марта по поступившему распоряжению Непенина на линкоре отрабатывали учебную пожарную тревогу, которая была призвана ограничить пребывание нижних чинов на суше. Вечером в тот же день на корабле был зачитан приказ о признании Балтийским флотом власти Временного комитета Государственной думы. В 17:40 3 марта после многочисленных совещаний с командованием флота на линкоре состоялось объявление об отречении Николая II. Около 19:00 того же дня на корабле с целью начать исполнение Приказа № 1 начались волнения, которые пытались успокоить офицеры. Это не возымело успеха, и матросы вместе с лейтенантом С. П. Ставицким разоружили офицеров, после чего вслед за «Гангутом» зажгли красные клотиковые огни, символизировавшие победу восстания на корабле. Около 21:00 на «Севастополе» встретили депутатов от кораблей 2-й бригады линейных кораблей, которые потребовали, чтобы корабли 1-й бригады не открывали по ним огонь, если поступит соответствующий приказ штаба (ранее 2-я бригада направила делегацию к командующему флотом). Опасаясь арестов членов делегации, матросы «Севастополя» потребовали выдать им трубки для снарядов 120-мм орудий, на что получили согласие разоружённых офицеров. Узнав о благополучном положении офицеров на дредноутах, депутаты 2-й бригады провели массовую антиофицерскую агитацию, которая закончилась тем, что офицеры «Севастополя» (за исключением командира) были собраны и заперты в кают-компании на положении арестованных.
К утру 4 марта офицерам удалось уговорить матросов освободить их, а затем, по распоряжению Непенина, вместе с нижними чинами отправились на Вокзальную площадь Гельсингфорса, где состоялся митинг с прибывшими депутатами Думы Ф.И. Родичевым и М.И. Скобелевым. 5 марта около 17:00 депутаты посетили «Севастополь» вместе с командиром бригады Бахиревым и избранным командующим Балтийского флота Максимовым и провели митинг, по результатам которого доверие матросов к офицерам было на время восстановлено. С 6 марта на корабле возобновилось проведение судовых работ.

#### Путь к Октябрьской революции
После восстановления порядка в марте линкор посещали депутат Думы А.Г. Афанасьев, британский военно-морской агент Д. Гринфилд и французский делегат капитан 2-го ранга Б. Галю, а также депутация из Ревеля. 3 апреля 125 матросов и 3 офицера приняли участие в параде, посвященного месяцу революции. 18 апреля на корабле прошли выборы в судовые, бригадные и береговые представительства. С 19 по 27 апреля на линкоре пять раз отрабатывали учебные боевые тревоги, что привело к снижению количества судовых работ. 24 апреля «Севастополь» посетил комиссар Временного правительства на Балтийском флоте Ф.М. Онипко, а 9 мая — новый военный и морской министр А.Ф. Керенский. В мае, помимо учебных тревог, также проводились практические стрельбы на внешнем рейде Гельсингфорса, однако отмечено появление внеплановых выходных, ещё более затормозивших работы по замене пожарного трубопровода и валов кормовых двигателей, начатые в январе 1917 года. К лету было отмечено формирование на корабле меньшевистской (руководители — В.Н. Соколов и П. Антонов), большевистской (П.А. Штарев), анархистской (Э.А. Берг) и эсеровской организаций. Командир корабля — капитан 1-го ранга П.В. Вилькен — с июня возглавил созданный «Союз офицеров, врачей и чиновников» 1-й бригады линейных кораблей.
1 июня избранный командующий флота Максимов был заменён Керенским на контр-адмирала Д.Н. Вердеревского (ставшего незадолго до этого командиром 1-й бригады вместо Бахирева), что вызвало отказ команды «Петропавловска», являвшегося флагманом Балтийского флота, спустить флаг прежнего командующего. Делегаты «Петропавловска» потребовали не признавать Вердеревского и от других экипажей 1-й бригады, однако 3 июня общее собрание команды «Севастополя» осудило их действия как «анархистские» и призвало к повиновению новому командующему флотом. Однако вскоре, поскольку из-за назначения 1-я бригада лишалась своего командира, экипажи линкоров потребовали выборов на эту должность, получив поддержку Центробалта. Вердеревский доложил о сложившейся обстановке Керенскому, который был вынужден лично направить послание бригадному комитету сообщение с требованием подчинения командованию. Телеграмма аналогичного содержания была также направлена от имени Всероссийского съезда Советов, после чего назначенные выборы были отменены и было одобрено решение Вердеревского по назначению командиром бригады контр-адмирала С.В. Зарубаева. Однако, по мнению историка Д.А. Бажанова, следствием этого инцидента стало падение авторитета командования и эскалация напряжения между матросами и офицерами на дредноутах.

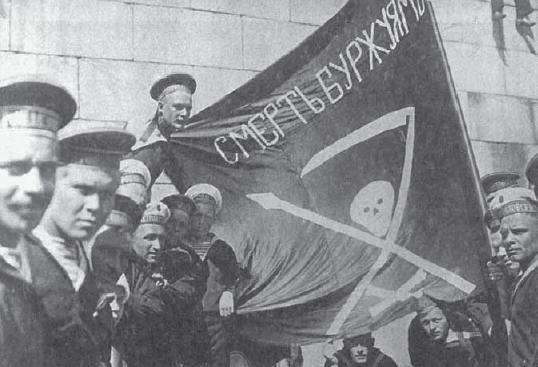
Моряки 1-й бригады линейных кораблей летом 1917 года в Гельсингфорсе

Летнее наступление на фронте было встречено антивоенными митингами, в которых принимало участие до 25% членов экипажа «Севастополя». Начало германского контрнаступления спровоцировало выступления в Петрограде, и Вердеревский получил секретный приказ от помощника морского министра контр-адмирала Б.П. Дудорова направить для их подавления четыре эсминца. Разглашение этой информации вызывало резкий протест со стороны судовых комитетов и Центробалта, который направил резолюцию с требованием ареста Дудорова как контрреволюционера и передачи власти ВЦИК. Делегация в Петроград для оглашения резолюции, а также направившиеся вслед за ней Вердеревский и председатель Центробалта П.Е. Дыбенко были арестованы, после чего экипажам дредноутов были направлены приказы Керенского, ставшего министром-председателем, о безоговорочном подчинении. Экипаж «Севастополя» 11 июля утвердил резолюцию о принятии требований Временного правительства.
13 июля 1-я бригада в полном составе была отправлена в Ревель, где она находилась до 1 августа (это было единственное в 1917 году практический выход дредноутов в море). В Ревеле команды линкоров присоединились к резолюции, требовавшей от Центрофлота двукратного увеличения месячного жалования. После возвращения в Гельсингфорс в течение августа на «Севастополе» 5 раз проходили политические собрания, а также довыборы в Центробалт и выборы в Центрофлот. 30 августа судовой комитет принял постановление, осуждающее произошедший Корниловский мятеж и сообщающее о полном подчинении экипажа решениям ВЦИК как «полномочного демократического органа» власти, при подтверждении продолжения несения службы против внешнего врага. С офицеров и всей команды была взята расписка об отсутствии поддержки Корнилова. В сентябре 1917 года на линкоре было проведено ещё 7 собраний, посвященных обсуждению решений судового комитета, хозяйственным вопросам, вопросу о жаловании, а также перевыборам делегатов в различные комитеты. 24 сентября на линкоре побывала глава партии левых эсеров М.А. Спиридонова с призывами «осуществления революционного контроля» за контрреволюцией. 5 октября вся 1-я бригада была отправлена в Поркалаудд для помощи в защите Моонзундского архипелага, однако уже на следующие сутки корабли возвратились в Гельсингфорс, поскольку острова были к тому моменту оккупированы.
На корабле, тем временем, продолжало усиливаться влияние большевиков — к 3 октября на корабле уже находился откомандированный Центробалтом комиссар Я. Мохов. 19 октября судовой комитет «Севастополя» принял резолюцию о создании вооруженного отряда для возможного «выступления в защиту революции». В 3 часа ночи 25 октября отряд в составе из 150 человек, включающих членов судового комитета, отправился в Петроград для помощи восстанию, однако из-за саботажа железнодорожников не смог прибыть в тот же день в столицу. В дальнейшем моряки-балтийцы использовались в качестве десанта для установления советской власти на местах. Зиму 1917—1918 года «Севастополь» провёл во льду на рейде Гельсингфорса.

### Гражданская война
После начала немецкого наступления в Прибалтике и потери Ревеля все основные силы Балтийского флота оказались сосредоточены к середине февраля 1918 года в Гельсингфорсе. Заключённый 3 марта 1918 года Брестский мирный договор предусматривал вывод кораблей Балтийского флота из баз в получившей независимость Финляндии. Приготовления к передислокации начали проводиться ещё с 19 февраля, а 12 марта после расчистки льда ледоколами «Ермак» и «Волынец» от Большого Свеаборгского рейда начался переход в Кронштадт, получивший от современников имя «Ледовый поход». «Севастополь» шёл в кильватерной колонне последним из 1-й бригады линейных кораблей, за ним следовал крейсер «Адмирал Макаров». 180-мильный переход в условиях сплошного льда толщиной около 75 см удалось завершить к 18 марта, преодолевая по несколько десятков морских миль в сутки.
Начиная с мая 1918 года и далее по мере разрастания Гражданской войны, экипажи кораблей постепенно уходили воевать в составе различных формирований против Белого движения и иностранных интервентов. В этом году «Севастополь» не придпринимал никаких боевых действий и был оставлен на зимовку вместе с линкором «Петропавловск» в Кронштадте. После окончания Первой мировой войны из-за возросшей угрозы интервенции стран Антанты наиболее боеспособные корабли Балтийского флота были объединены в Действующий отряд кораблей, в который в дальнейшем планировалось включить и «Севастополь». Тем не менее всю первую половину 1919 года корабль снова не принимал участие в каких-либо операциях и находился у Балтийского завода в Петрограде.

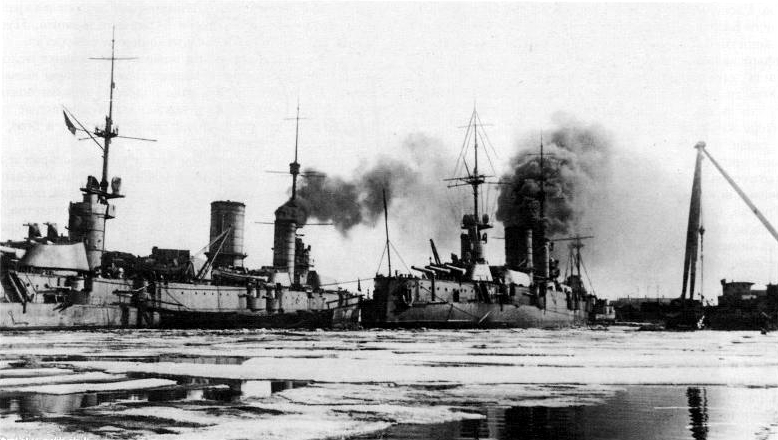
«Севастополь» и «Петропавловск» в порту Кронштадта в 1921 году

Лишь во время осеннего наступления Северо-Западной армии на Петроград линкор официально вошёл в состав Действующего отряда. С помощью буксиров «Севастополь» был доставлен на позицию близ Гутуевского острова, откуда 20 и 21 октября он вёл огонь главным калибром по позициям белых в районе Красного Села, Павловска и деревни Большая Пикко как часть артподготовки перед контрнаступлением Красной армии. 30 октября линкор был возвращён буксирами к Балтийскому заводу, после чего в ноябре был переведён в Кронштадт. В течение 1920 года корабль вместе с «Петропавловском» продолжил числиться в составе Действующего отряда, хотя они более не привлекались к активным действиям. Постепенно происходило пополнение экипажа за счёт необученных новобранцев; окончательно прекратилось проведение судовых работ, что в итоге сказалось на общей боеготовности корабля. Согласно отчёту от 31 января 1921 года по состоянию линкора «Севастополь», в полной или частичной негодности находились зольники, нефтепровод, площадки в котельных, а также было отмечено два случая пожара в связи с этими неисправностями.
Изменения в составе экипажей к концу февраля 1921 года сказались на политической позиции расположенного в Кронштадте флота, что привело к Кронштадскому восстанию. 28 февраля экипажами «Севастополя» и «Петропавловска» были приняты резолюции, которые стали началом для всего остального антибольшевистского выступления. Орудия линкора в течение двух недель обороны вели огонь по оставшемуся верным центральной власти форту «Краснофлотский», по городам Ораниенбаум и Сестрорецк, по расположенным на северном берегу Финского залива железнодорожным станциям Лисий Нос, Горская, Тарховка. Всего было выпущено 375 305-мм и 875 120-мм снарядов, однако из-за стрельбы по площадям без должной разведки и корректировки и малого опыта экипажа боевая эффективность обстрела оказалась крайне низкой, приведя в основном к повреждениям жилых строений и гибели гражданского населения вместо нанесения существенного урона частям Красной армии. Первоначально из-за отсутствия топлива наводка и заряжание на линкоре, в том числе на орудиях главного калибра, осуществлялось вручную. Сам «Севастополь» в ответ подвергался обстрелу орудиями форта «Краснофлотский», силами полевой артиллерии и бронепоездов. Также осуществлялись бомбардировки с самолётов «Ньюпор» 8, 11, 12 и 13 марта. 16 марта один из обстрелов корабля с форта «Краснофлотский» закончился попаданиями снаряда калибра 305-мм (снаряд пробил верхнюю броневую палубу в районе правого борта, в которой от разрыва образовалась пробоина площадью 6,5 кв.м и были повреждены проходящие в районе пробоины коммуникации) и двух снарядов калибра 76-мм, вызвавших на линкоре пожар, закончившийся гибелью 14 и ранением ещё 36 моряков. 17 марта корабль принял участие в городской обороне Кронштадта, но уже к вечеру того же дня на корабле произошло выступление, в ходе которого часть старослужащих сумела разоружить и арестовать мятежников, которые пытались заминировать дредноут, и отправила парламентёров в 187-ю бригаду с предложением сложить оружие, если экипажу гарантируют жизнь. К моменту подавления восстания на дредноуте оставалось 658 человек из 1180 членов экипажа по состоянию на 1 сентября 1920 года. 18  марта на «Севастополе» провёл митинг П.Е. Дыбенко.
Моряки-участники мятежа, включая командира корабля Я.И. Белецкого, были осуждены, приговорены к различным срокам либо расстреляны. В итоге, экипаж был почти полностью заменён, а сам корабль в том же марте 1921 года был переименован в «Парижскую коммуну», в честь пятидесятилетней годовщины революционного выступления.

### Межвоенный период

#### Восстановление

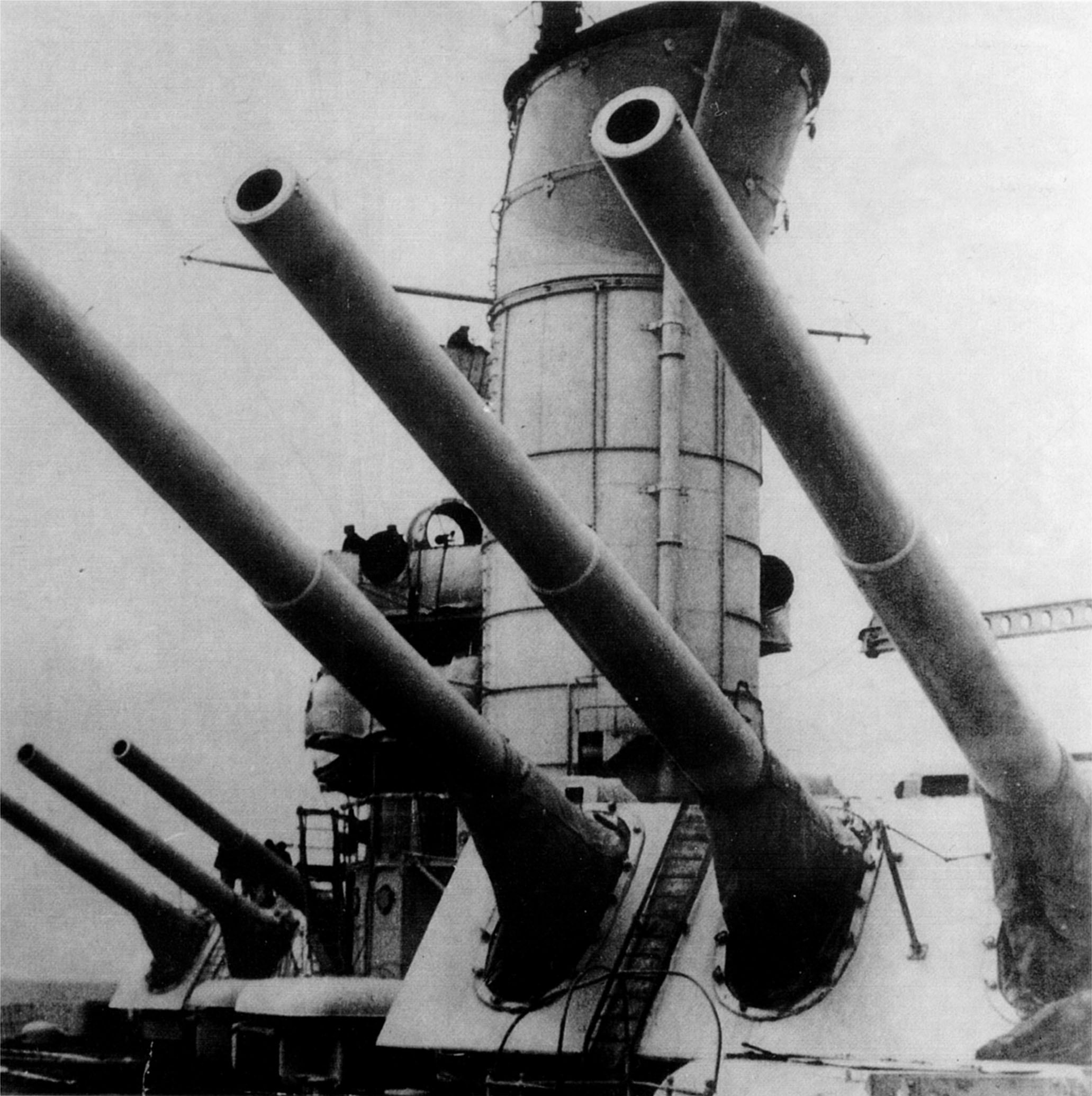
Башни главного калибра «Парижской коммуны» после первичной модернизации. Видно изменение геометрии носовой дымовой трубы

Линкор «Парижская коммуна» имел ряд повреждений, полученных как в ходе боёв 1919 года, так и при подавлении Кронштадского восстания. К концу апреля 1921 года его обновлённый экипаж насчитывал 846 человек, включая 15 членов командного состава, основной задачей которого стало устранение неисправностей на судне, в том числе возникших после нового пожара, произошедшего 25 апреля. В 1922 году дредноут был зачислен в Учебный отряд Морских сил Балтийского моря, где флагманом с 1921 года был менее повреждённый «Марат» (бывший «Петропавловск»). В 1923 году «Парижская коммуна» возобновила участие в манёврах, обеспечивая связь штаба флота с кораблями в море с позиции на Большом Кронштадском рейде. 17 сентября 1924 года восстановительные судовые работы на корабле были завершены, и после сдачи проб механизмов он официально был зачислен в состав МСБМ. 5 ноября линкор был передан на Балтийский завод для окончания ремонта.
4 апреля 1925 года «Парижская коммуна» возвратилась в Кронштадт, где вошла вместе с «Маратом» в полубригаду линейных кораблей. С 20 по 27 июля того же года полубригада в сопровождении шести эсминцев совершила поход к Кильской бухте под флагом председателя Реввоенсовета и Наркомвоенмора М.В. Фрунзе. С 20 по 23 сентября дредноуты приняли участие в манёврах в Финском заливе и у Моонзундского архипелага. Начиная с 1926 года морская подготовка линкоров стала более интенсивной: в 1926 году «Парижская коммуна» прошла 2300 морских миль за 219 ходовых часов, в 1927 — 3883 миль за 292 часа, в 1928 — 3718 миль за 310 часов. Во время зимних стоянок в портах линкор проходил модернизацию силами экипажа — в частности, на первой и четвёртой башне были установлены по три 76-мм зенитных пушки Лендера, корабль был оснащён параванами, для снижения задымления на фок-мачте примыкающая к ней труба была «отогнута» в сторону кормы.

#### Установка носовой наделки

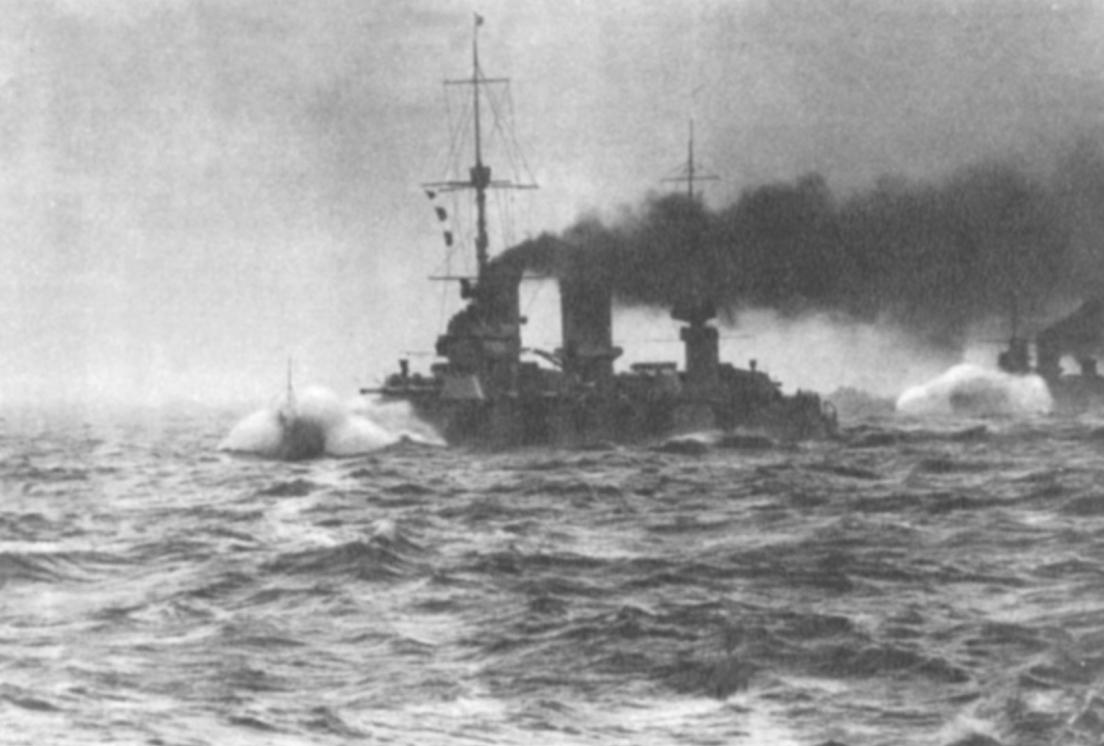
«Парижская коммуна» (на переднем плане) и «Марат» в условиях штормового Балтийского моря в 1928 году. Видно попадание воды на бак

В этот же период начались первые работы над конструкционными недостатками корабля. По причине формирования изначального тактико-технического задания на проектирование под сильным влиянием артиллеристов все башни главного калибра для упрощения ведения огня были установлены на одной высоте по ватерлинии, что привело к ухудшению мореходности из-за низкобортности. Кроме того, уже по завершении строительства был выявлен конструкционный дифферент на нос, что затрудняло стрельбу с носовой башенной установки и вызывало попадание большой массы воды на бак. В конце 1926 года «Парижская коммуна» была включена в принятую «Программу строительства морских сил РККА», по которой предусматривалась её модернизация и капитальный ремонт вместе со всеми однотипными кораблями. Научно-технический комитет флота предложил в ходе разработки программы модернизации в 1927 году осуществить с помощью наделок развал верхней части борта линкора и увеличить борт в носу до высоты леерных стоек с предварительными испытаниями модели изменений в опытовом бассейне. 13 июня 1928 года председатель комитета Н.И. Игнатьев потребовал немедленно приступить к работам по уменьшению попаданию воды на бак, после чего уже в августе задание на проектирование носовой наделки было выдано в наряд Балтийскому заводу. К середине сентября были представлены два варианта доработки — согласно первому из них, нос необходимо было удлинить на 2,025 м с сохранением тупой линии образования верхней палубы по аналогии с исходной формой; второй вариант предусматривал удлинение на 6 м с острым обводом и нишами для сохранения первоначальных клюзов. Комиссия в ответ предложила Балтийскому заводу разработать ещё один вариант с острым обводом в носу, но сохранением обводов и клюзов до верхней палубы. 19 сентября Научно-технический комитет решил использовать «Парижскую коммуну» для экспериментальных переделок, чтобы в дальнейшем применить этот же опыт на других линкорах, для чего 2 октября она была доставлена к Балтийскому заводу. По первоначальному плану установка наделки по наряду Технического управления УВМС РККА должна была завершиться к 1 апреля 1929 года.
Всего было подготовлено шесть вариантов носовой наделки, из которых был выбран оптимальный по испытаниям в опытовом бассейне, и 26 ноября он был утверждён к изготовлению на Балтийском заводе. Однако после получения задания завод уведомил о невозможности завершения работ ранее 1 мая 1929 года, параллельно была начата разработка новых параванных и буксирных устройств, вызванных планируемыми изменениями в носовой оконечности линкора. Подготовительные работы по монтажу были начаты в январе 1929 года, а к середине марта общая готовность переделки составляла 35%. 14 марта Техническое управление выдало заводу наряд на «устройство развала носа», который предусматривал согласование с ним финальных чертежей, однако в итоге наделка была выполнена без предоставления согласованных чертежей, и по выражению начальника 1-го отдела управления А.Д. Посаженникова получилась «крайне уродливой формы». В начале апреля готовность наделки составляла не более 50%, что вызвало указание управления о форсировании работ. 30 апреля совещание на Балтийском заводе признало основные работы по наделке законченными (зафиксированная готовность составила 94,2%); требовалась достилка деревянного покрытия палубы в районе наделки, установка кнехтов, шпигатов и полуклюзов.
Испытания носовой наделки прошли 14 мая 1929 года в условиях ледяного поля, где линкору удалось развить скорость в 22,5 узла. Всего в рамках испытания дредноут прошёл 197 миль и встал на якорь на Большом Кронштадском рейде спустя практически 14 часов плавания, где при осмотре наделки были выявлены расшатанные заклёпки и вмятины на корпусе. 18 мая испытания продолжились в районе островов Гогланд, Соммерс и Стеншер в условиях четырёхбалльного волнения с плавающими льдинами и имели цель достижения максимальной мощности энергетической установки. Приемная комиссия во главе с А.К. Векманом зафиксировала скорость судна в 23,5 узла в течение 15 минут, а также отметила снижение количества воды, поступающей на бак, особенно на высокой скорости. Прочность наделки была также проверена боевыми выстрелами из носовой башни, произведённых с несущественными для неё повреждениями. Несмотря на решение изначальной задачи также было выявлено, что носовая башня имеет «затруднения при действии на наветренный борт», а также значение носового дифферента, составившее 0,20—0,25 м, что превышало планировавшееся 0,10 м и привело к сокращению угла обстрела противоминным калибром из носовых казематов на 10 градусов. По итогам испытаний комиссия пришла к выводу о продолжении проектирования наделок для остальных линкоров, однако окончательную необходимость конкретных изменений было решено отследить в течение переходов «Парижской коммуны» при различных погодных условиях в 1929 году.

#### Перевод в Чёрное море
С середины 1920-х начал обостряться вопрос по линкорам для Морских сил Чёрного моря, поскольку Турция начала модернизацию своего линейного крейсера «Yavuz Sultan Selim», а СССР на тот момент не имел ни одного сопоставимого корабля в том регионе. Попытки Народного комиссариата иностранных дел вернуть линкор «Генерал Алексеев» были заблокированы требованием Франции расплатиться по долгам царского правительства, а достройка линкора «Демократия» с использованием деталей с уничтоженных дредноутов типа «Императрица Мария» была признана нецелесообразной. Исходя из такой обстановки, Реввоенсовет принял решение о перебазировании одного балтийского линкора в Чёрное море — выбор пал на «Парижскую коммуну». Для осуществления этого перехода в 1929 году был сформирован Практический отряд МСБМ, в состав которого помимо дредноута был включён лёгкий крейсер «Профинтерн»; командиром соединения был назначен Л.М. Галлер, штурманом — Н.А. Сакеллари. Истинная цель похода была засекречена, а официальной задачей была озвучена проверка выучки экипажей в дальнем плавании в Средиземном море с заходом в порт Неаполя.

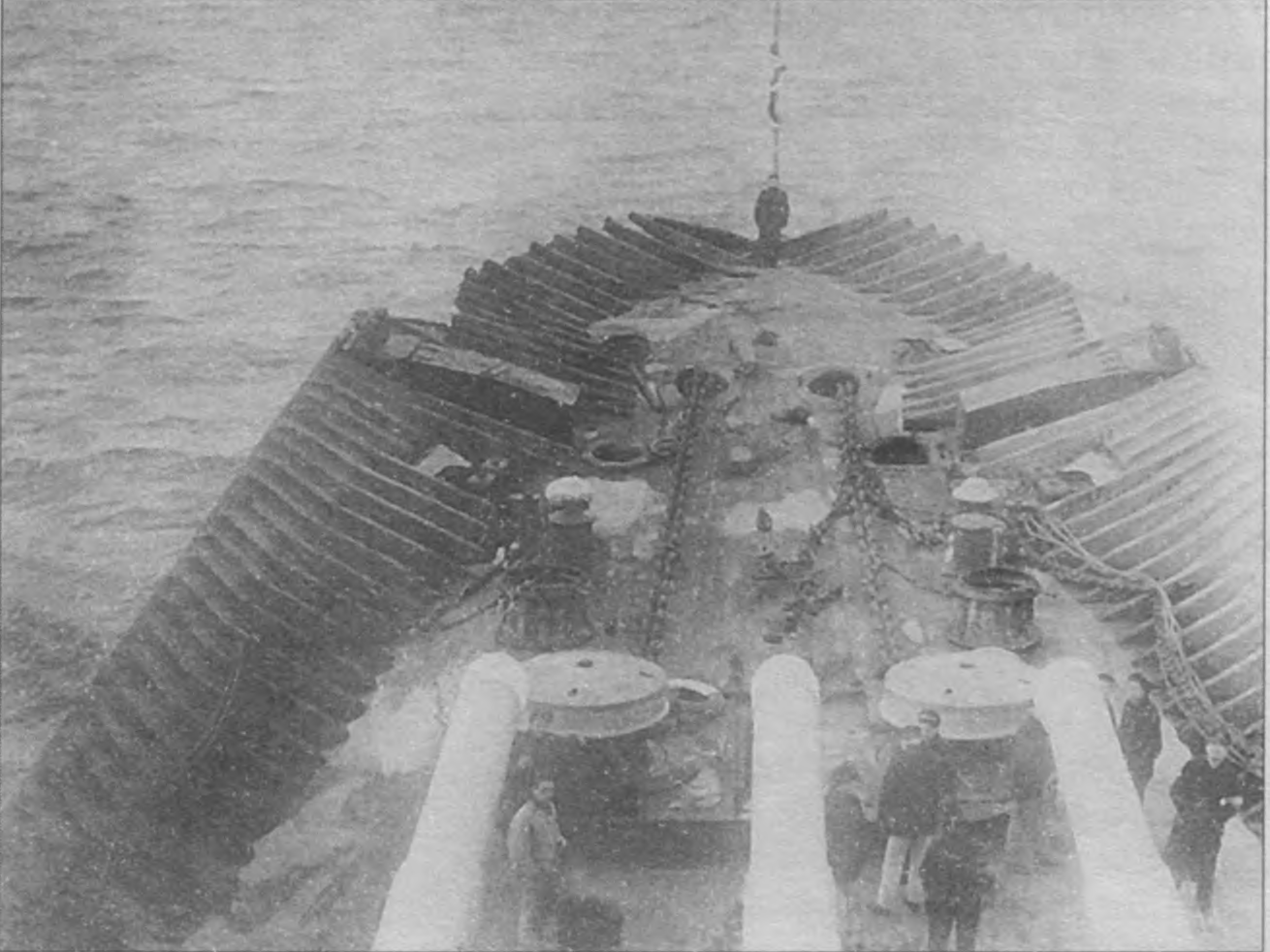
Разрушенная носовая наделка «Парижской коммуны» после выхода в Бискайский залив

В ходе подготовки к выходу в море командир «Парижской коммуны» К.И. Самойлов высказал сомнения в надёжности установленной носовой наделки, поскольку, по его мнению, она могла стать «черпаком», который в условиях большой океанской волны не будет успевать отводить воду, попавшую на бак, перед следующей волной. Самойлов предложил срезать часть только что установленного фальшборта, что не вызвало возражений у конструкторов наделки, однако в условиях недостатка времени для выполнения этих работ и высказанного профессором Ю.А. Шиманским мнения об отсутствии подобной опасности от этой инициативы отказались. Также конструкторы наделки рекомендовали для компенсации увеличившегося из-за установки наделки дифферента на нос рационально размещать груз на судне, для чего обещали предоставить соответствующие расчёты, но и это не было реализовано к началу перехода, а усилия экипажа не привели к полному выравниванию осадки корабля. 21 ноября 1929 года Практический отряд, находившийся в Кронштадте, посетил начальник военно-морских сил РККА Р.А. Муклевич, а на следующий день корабли вышли в дальний поход.
Путь по Балтийскому морю не вызвал для отряда никаких затруднений, и 24 ноября он вошёл в Кильскую бухту. 26 ноября после пополнения топлива корабли направились через проливы Большой Бельт, Каттегат и Скагеррак в Северное море, где из-за неучтённой экипажем разности в солёности воды между морями начались проблемы в энергетической установке, что заставило встать на якорь для устранения неисправностей и отпустить вперёд собственные бункеровщики. Линкору удалось нагнать их только 30 ноября в Ла-Манше около порта Барфлёр, но запланированная заранее бункеровка до максимальной загрузки углем сильно осложнялась сильным ветром, из-за чего её несколько раз были вынуждены прерывать. Последующая часть пути в Бискайском заливе проходила в условиях сильного шторма с силой ветра около 10—12 баллов По причине выраженного дифферента на нос предположения Самойлова о роли наделки при большой волне подтвердились — корабль с усилием «зарывался» носом в толщу воды, что вызывало «громадной силы содрагание корпуса». В результате таких нагрузок шпангоуты фальшборта наделки вскоре оказались надломлены, на линкоре фиксировали треск от разрушения элементов наделки и её движение, отдельное от носа судна. К утру следующего дня были обнаружены трещины от форштевня к месту крепления наделки. В 23:00 2 декабря в попытке остановить развитие опасной ситуации был изменён курс судна легом по направлению волн, но теперь проблемой стала бортовая качка, доходившая до 30°, из-за которой забортная вода попадала через вентиляцию даже в нижние помещения.
Проблемы на «Парижской коммуне» не стали единственными в отряде — 3 декабря «Профинтерн» сообщил о заливании котельного отделения, в итоге которого крейсер принял около 400 т воды. В этих условиях Л.М. Галлер принял решение зайти в ближайший порт для устранения неисправностей. 4 декабря отряд вошёл на внешний рейд Бреста, где начал осмотр повреждений на кораблях. Первоначально французская сторона приняла появившиеся суда за представителей японского флота, по причине сходства флага Восходящего Солнца с тогдашним военно-морским флагом СССР. Даже на городском рейде штормовые условия сохранялись, что вынудило дожидаться ослабления ветра для начала ремонтных работ — в итоге, отряд сумел выйти в море вновь лишь 7 декабря. План Галлера состоял в том, чтобы попытаться быстрее пройти штормовую северную область Бискайского залива, чтобы в дальнейшем встретить более благоприятные погодные условия.
Тем не менее уже во время выхода с рейда «Парижская коммуна» вновь начала испытывать бортовую качку. Через 2—3 часа носовая часть надеки всё-таки отломилась, причём её кусок весом около 3,2 т повредил правую часть волнолома и ударился о первую башню, задев её мамеринец, оторвав комингс носового люка, выхлоп вентиляционной шахты дизель-генераторов и крышки шахт якорных канатов. В результате этого и воздействия волн стал образовываться прогиб палубы бака и шестнадцати пиллерсов, который окончился разрывом одного бимса. К утру 8 декабря шторм усилился, началось попадание воды в подпалубные помещения. Корабль оказался на грани обесточивания (освещение сократилось на 40%), вышел из строя один из котлов, спасательные вельботы сорвало с креплений и они катались по палубе, нанося новые повреждения. Мусор вместе с унесёнными мешками с углём забивали патрубки водоотливных средств, что мешало удалению забортной воды и привело к увеличению дифферента на нос до 0,9 м. Понимая тяжёлое положение линкора, Галлер решил вновь изменить курс, в надежде всё ещё продолжить переход через залив. При одной из попыток встать лагом к волне «Парижская коммуна» накренилась более чем на 40° и некоторое время находилась в этом положении, но с третьего раза всё же смогла повернуть. Линкор на тот момент имел ход не более 8 узлов, но даже в этих условиях волны продолжили разрушать всё, что находилось на палубе корабля — удалось уцелеть только паровым катерам и щитам на амбразурах казематов противоминного калибра. Несмотря на полученные повреждения, командованием отмечалось хорошее настроение у краснофлотцев, и подавленное — у ряда младших командиров последнего выпуска, часть из которых готовилась к смерти в страхе, что корабль перевернётся. В ходе борьбы за живучесть положительные характеристики за свои действия с риском для жизни получили старший вахтенный начальник В.Ф. Трибуц и дальномерный специалист С.В. Леонов. 10 декабря вода стала поступать в подбашенные отделения из-за повреждённого мамеринца, где затопила полузаряды главного калибра, патроны зенитных орудий, и стала проникать в рефрижератор, плотницкую, командные гальюны.

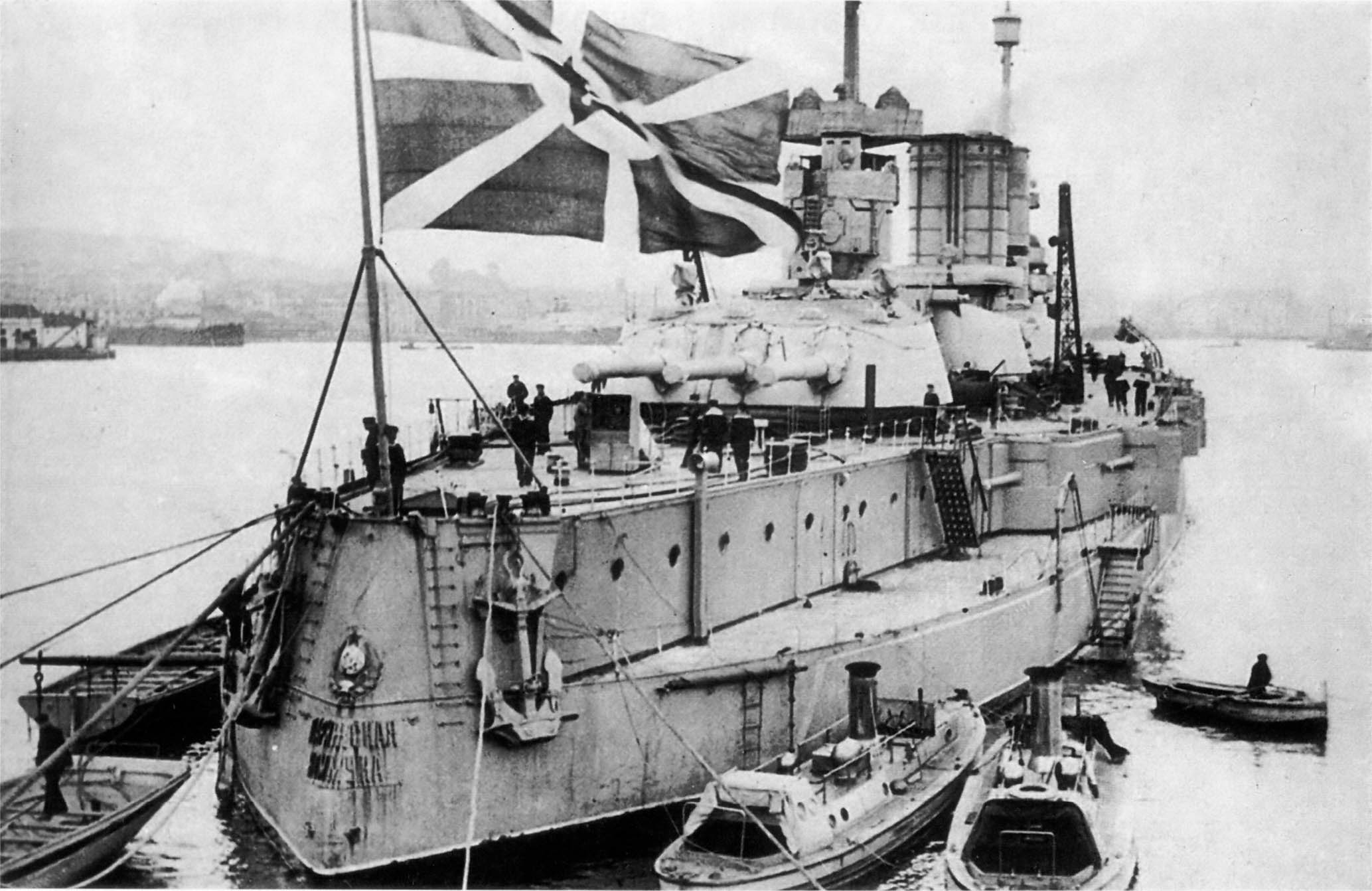
«Парижская коммуна» в 1930 году в порту Севастополя

В силу этих обстоятельств отряд вернулся в 15:30 10 декабря на внешний рейд Бреста, где Галлер вступил в переговоры с морским префектом города о помощи в ремонте кораблей. К дискуссии были подключены представители частный фирм, которые намеревались выступить подрядчиками, однако предварительные сроки ремонта в 25 дней и завышенная стоимость работ вынудили руководство отряда вновь связаться с морским префектом. На сей раз было получено разрешение на ремонт на французском государственном судостроительном заводе, для чего «Парижская коммуна» утром 14 декабря была переведена на внутренний рейд города. 24 декабря работы на крейсере и линкоре были завершены и обошлись в 6370 долларов США. На дредноуте были удалены повреждённые части носовой наделки, установлены вместо фальшборта леерные стойки, восстановлен волнолом и произведено задраивание отверстий на палубе листовым железом, а местами даже с цементированием.
26 декабря, дождавшись улучшения погодных условий, отряд сумел покинуть Брест, а спустя двое суток перейти Бискайский залив. После обхода мыса Сан-Висенти и прохода через Гибралтарский пролив 1 января 1930 года Практический отряд прибыл в бухту Кальяри, а 6 января было получено разрешение от местных властей на посещение моряками города, где пробыли до 8 января. 9 января отряд прибыл в порт Неаполя, где 13 января корабли посетил Максим Горький. Лишь 14 января членам комсостава было объявлено, что конечной точкой плавания будет Севастополь, а краснофлотцам это было разглашено лишь после выхода в море. На пути к Дарданеллам отряд сопровождали крейсеры ВМС Великобритании, проследовавшие с ним через Мессинский пролив к мысу Матапан вплоть до входа в Эгейское море. 17 января отряд прошёл через Босфор и оказался в Чёрном море, где попал в лёгкий снежный шторм, но уже 18 января оказался в Севастопольской бухте.

#### Модернизация
В 1930—1938 годах прошёл капитальный ремонт и модернизацию на базе Севастопольского морского завода. 25 старых паровых котлов были заменены на 12 новых мазутных, установлены новые системы связи и управления стрельбой, изменена носовая часть для уменьшения заливания во время полного хода, установлены 6 зенитных пушек на носовой и кормовой орудийных башнях, сделаны противоторпедные були, удалены подводные торпедные аппараты, увеличена толщина крыш башен до 152 мм, увеличена толщина брони средней палубы до 75 мм, орудия ГК получили более мощные двигатели вертикального наведения, была увеличена высота амбразур башен, соответственно возрос угол вертикального наведения орудий и дальность стрельбы. Линкор получил новые кормовую и носовую надстройку с дальномерными постами и зенитным вооружением, что потребовало из-за увеличения размеров надстроек сдвинуть грот-мачту вперёд и придать передней дымовой трубе скос назад. На крыше третьей башни была смонтирована катапульта Heinkel для запуска гидросамолёта-разведчика (была демонтирована в 1933 году и установлена на крейсер «Красный Кавказ»), а на усиленной грот-мачте — кран для подъёма самолёта.
В 1930 годы шефом линейного корабля «Парижская коммуна» был ЦИК БССР. Его делегация посещала корабль в октябре 1933 года, визит освещался в прессе.
В 1939 году с формированием Эскадры Черноморского флота стал её флагманом.
Зимой 1940—1941 годов было обновлено зенитное вооружение: 45-мм полуавтоматические пушки 21-К заменены на 37-мм автоматические 70-К, а также были демонтированы стрелы для подъёма гидросамолётов.

### Великая Отечественная война

#### Начало войны
22 июня 1941 года «Парижская коммуна» встретила в бухте Севастополя, однако, как и другие корабли Черноморского флота, не участвовала в отражении первого авианалёта Люфтваффе, в ходе которого преимущественно производилось минирование акватории. К 5 часам утра из увольнительных по боевой тревоге была возвращена из города вся отсутствовавшая часть экипажа корабля. В течение ближайших дней из флотского экипажа поступило пополнение, увеличившее численность команды до 1670 человек. Несмотря на приведение корабля в боевую готовность, он продолжал оставаться на якорных бочках, и лишь 14 июля зенитные расчёты линкора во время очередного авианалёта провели первые стрельбы по самолёту Junkers Ju 88, израсходовав 12 снарядов 76-мм установки 34-К. После этого инцидента командование Черноморского флота приказало перевести «Парижскую коммуну» в более безопасный район напротив Троицкой балки, где с корабля демонтировали катапульту для гидросамолёта и установили размагничивающее устройство для борьбы с минами на магнитном взрывателе, несмотря на сложности из-за наличия булей. В этот период часть экипажа добровольцами ушла в морскую пехоту и приняла участие в обороне Одессы.
В середине сентября 1941 года из-за поражений Южного фронта увеличивается активность немецкой авиации в небе над Крымом, что потребовало проведения маскировочных мероприятий для линкора. Корабль изменил своё расположение относительно берега: ранее он был пришвартован траверзом к причалу, то теперь его переставили лагом, используя две баржи. Вокруг «Парижской коммуны» была натянута маскировочная сеть, которая в течение десяти суток была задрапирована кусками ткани жёлтого и зелёного цвета, на баке и юте построили несколько деревянных строений, а правый борт корабля был раскрашен под брекватер. По причине доминирования Военно-Морских Сил РККА на Чёрном море «Парижской коммуне» не удавалось найти соответствующее боевое применение в сложившейся обстановке, и в замаскированном виде линкор простоял до конца октября, лишь участвуя ещё четырежды в отражении воздушных атак на город, выпустив ещё 40 снарядов.
Ситуацию изменил захват крымских аэродромов противником, из-за чего возникла серьёзная угроза уничтожения Севастопольской ВМБ, и по решению Военного совета фронта главные силы Черноморского флота подлежали перебазированию в порты Кавказа. 31 октября 1941 года в сопровождении крейсера «Молотов», лидера «Ташкент» и эсминца «Сообразительный» «Парижская коммуна» вышла в Поти. Спустя всего 12 часов после отбытия на Севастополь был совершён массированный авианалёт, в ходе которого производилось прицельное бомбометание по маскировочной сети, которой ранее был накрыт линкор. В порт Поти группа кораблей прибыла 4 ноября, однако «Парижской коммуне» удалось войти в эту небольшую гавань только с помощью двух буксиров. Здесь «Парижская коммуна» приняла на борт 400 бойцов РККА и 500 т боеприпасов, после чего 9 ноября выполнила транспортный рейс в Новороссийск. 11 ноября по прибытии в место назначения линкор принял участие в отражении авианалёта, где израсходовал 189 76-мм и 320 37-мм снарядов и усилиями экипажа сбил один бомбардировщик Heinkel He 111. Ночью 13 ноября корабль вышел в обратный рейс в Поти, и вновь по месту стоянки линкора в тот же день был совершён немецкий авианалёт. Именно малоподготовленный порт Поти был выбран основным местом базирования «Парижской коммуны», где для неё был спешно расчищен отдельный причал, выделено два буксира и установлен противоторпедный бон.

#### Оборона Севастополя
Тем временем, в Крыму началась оборона Севастополя, который был полностью блокирован с суши немецкими войсками. В сложившейся обстановке снабжение осаждённого города и существенную огневую поддержку могли осуществить лишь корабли Черноморского флота. 27 ноября 1941 года в сопровождении эсминца «Смышлёный» «Парижская коммуна» вышла на своё первое за Великую Отечественную войну боевое задание. В условиях зимнего 8-балльного шторма уже 28 ноября линкор прибыл на позицию в районе мыса Фиолент, однако на переходе из-за вибрации треснул лист наружной обшивки в районе 130—136 шпангоута, из-за чего экипажу пришлось провести контрзатопление двух дифферентных отсеков. Здесь корабль произвёл стрельбу орудиями главного калибра по немецким позициям в районе селений Байдары, Сахтик, Хайто, где располагалась 24-я пехотная дивизия Вермахта. Всего по этим пунктам было выпущено от 146 до 153 фугасных снарядов, а ещё 299 выстрелов было сделано противоминным калибром по высотам 387 и 566 на приморском фланге фронта. Эти стрельбы линкора, а также береговых батарей и крейсеров, по свидетельству генерал-майора И. Е. Петрова, оказали в тот момент решающее влияние на последовавшую остановку штурма города.
29 ноября «Парижская коммуна» успешно вернулась в район Поти, однако шторм усилился до 11 баллов, и линкор не смог войти в порт, поскольку его сносило с фарватера. По этой причине несколько дней корабль был вынужден простоять на внешнем рейде на якорях, но, поскольку улучшения погоды так и не происходило, было принято решение о вводе линкора в порт на буксирах. При швартовке три человека из баковой группы оказались смыты волной и погибли, а саму «Парижскую коммуну» начало разворачивать на месте порывами шквалистого ветра, вследствие чего швартовым концом она перевернула буксир «Красный Октябрь», на котором также погибли три моряка. В итоге, линкор окончательно снесло с фарватера, и он сел на мель. Были вызваны дополнительные буксиры, усилиями которых, а также затоплением трёх отсеков для создания 3—5 градусного крена на правый борт, удалось снять «Парижскую коммуну» с мели и всё-таки поставить к причалу. Тем не менее, вскоре рядом с кораблём началось отбойное течение, и линкор стал балансировать около причала, что вновь создавало угрозу. По приказу командующего эскадрой контр-адмирала Л. А. Владимирского корабль принял на себя дополнительный балласт и был посажен на грунт, до улучшения погодных условий. Потери личного состава в тот день стали единственными на борту линкора за всю Великую Отечественную войну. В течение ближайшего месяца в порту производился ремонт от полученных повреждений.
27 декабря линкор вновь направился в Севастополь для оказания артиллерийской поддержки. На следующий день на курсе следования к нему присоединились эсминец «Смышлёный» и лидер «Ташкент». Поздним вечером 28 декабря «Парижская коммуна» вошла в Северную бухту, где близ Павловского мыса была встречена буксирами и введена в Южную бухту. Здесь ночью 29 декабря корабль был поставлен на заготовленные бочки и к нему была проложена телефонная линия из штаба Севастопольского оборонительного района, а по обоим берегам бухты были развёрнуты дополнительные зенитные установки. Утром того же дня двумя Junkers Ju 88 была предпринята попытка атаки линкора, которую удалось предотвратить советским истребителям. После получения целеуказаний линкор открыл стрельбу главным калибром по позициям противника в долине реки Бельбек. В районе 17 часов того же дня при залпе были получены повреждения блистером первой башни по правому борту, от которого пороховыми газами оторвало броневые листы. В двух башнях к тому же моменту успели выйти из строя два орудия, что вынудило приостановить стрельбы и провести устранение повреждений. Спустя несколько часов огонь был продолжен — всего в тот день линкор израсходовал 179 снарядов 305-мм калибра, 265 120-мм и 47 76-мм зенитной артиллерии.

#### Поддержка Крымского фронта
30 декабря «Парижская коммуна» в сопровождении крейсера «Молотов» покинула Севастополь, эвакуируя 1025 раненых. В 16 часов того же дня линкор успешно встал у Элеваторного причала в Новороссийске, где в течение трёх последующих суток подвергался действию боры, приведшей к оледенению корпуса и надстроек. 5 января 1942 года в условиях шестибалльного шторма и снежных зарядов «Парижская коммуна» вместе с эсминцем «Бойкий» вышла в район Феодосии для поддержки Керченско-Феодосийской десантной операции. В 01:28 6 января линкор начал обстрел немецких позиций в районе Старого Крыма и Салы. В течение получаса стрельбы без корректировки по площадям «Парижская коммуна» израсходовала 165—168 снарядов главного калибра, после чего вернулась в Новороссийск. Там в течение двух суток корабль принял участие в отражении двух авианалётов, а 7 января вышел по направлению в Поти.
Дважды линкор использовался как артиллерийская поддержка высадки морского десанта в Судаке. Первый из этих выходов состоялся 11 января в сопровождении эсминца «Смышлёный», которого по пути сменили «Железняков» и «Бодрый». 13 января с 02:32 по 02:59 «Парижская коммуна» произвела стрельбы по позициям в районе Старого Крыма и Изюмовки, где потратила 139 снарядов главного калибра и потеряла из-за неисправности ещё два орудия в третьей и четвёртой башнях, после чего без происшествий вернулась с охранением в Поти. Уже 14 января вместе с эсминцами «Безупречный» и «Железняков» был совершён переход в Новороссийск, из которого 15 января они в том же составе вышли в район Феодосии. Обстрел противника был произведён с 23:45 по 00:24 16 января при противодействии немецкой авиации. Из-за близкого разрыва одной из авиабомб было выведено из строя одно 120-мм орудие. В условиях маневрирования линкор сумел произвести 125 выстрелов главным калибром и 585 противоминным, после чего корабли ушли в Поти. С 17 января по 25 февраля 1942 года зенитчики «Парижской коммуны» семь раз участвовали в отражении авианалётов и сумели сбить один Junkers Ju 88.
18 февраля в результате немецкого контрнаступления была утеряна Феодосия. Лишь 26 февраля состоялся следующий боевой выход линкора: в охранении эсминцев «Бдительный» и «Бойкий» он направился в порт Феодосии для уничтожения торпедных катеров. Ночью 27 февраля «Парижская коммуна» произвела 50 выстрелов главным калибром по причалам и гавани города, после чего отошла в море. В следующую ночь — 28 февраля — в третий раз за время войны атаке линкора подверглись немецкие позиции в Старом Крыму, по которым было сделано ещё 50 выстрелов главным калибром, после чего корабли ушли в Новороссийск. В результате это обстрела вышло из строя ещё одно 305-мм орудие. В Новороссийске линкор регулярно подвергался налётам немецкой авиации и 8 марта получил несколько попаданий зажигательными бомбами, возгорания от которых были оперативно ликвидированы экипажем. 18 марта зенитные расчёты корабля смогли уничтожить ещё один самолёт противника.
20 марта 1942 года в 18:00 «Парижская коммуна» в сопровождении эсминцев «Бойкий», «Безупречный» и «Железняков» вышла к Крыму в условиях шторма в 9 баллов. Из-за тяжёлых погодных условий начало быстрое обледенение кораблей, из-за чего командование приняло решение заменить «Железнякова» на «Бдительный». В ночь на 21 марта линкор произвёл огневой налёт по позициям немецко-румынских войск близ узловой станции Владиславовки и Ново-Михайловки, выпустив 128—131 снаряд главного калибра, и ушёл в море. Там было обнаружено появление трещин в кормовой части корпуса, из которых стала поступать забортная вода. Следующей ночью обстрел повторился по тем же позициям — на сей раз было израсходовано 164—168 снарядов главного калибра, но оказалось поверждено ещё одно 305-мм орудие. После отряд кораблей вернулся в Поти, где было зафиксировано, что в районе башен линкора толщина ледяного покрова составляла 20—30 см.
В ночь на 21 марта 1942 года линейный корабль «Парижская Коммуна» и лидер «Ташкент», маневрируя в Феодосийском заливе, обстреляли позиции войск противника в районе Владиславовка и Ново-Михайловка. Линейный корабль выпустил 131 снаряд главного калибра, лидер — 120. По данным журнала боевых действий 46-й пехотной дивизии, части расположенные во Владиславовке понесли серьёзные потери. Тяжело ранен командир дивизии генерал-лейтенант Курт Гимер (по другим данным 26 марта 1942 года), позднее умерший.
Этот боевой поход стал последним для «Парижской коммуны» в Великой Отечественной войне. По оценке контр-адмирала А. А. Сагояна, большая часть стрельб «Парижской коммуны» проводилась без корректировки и по площадям, а также зачастую в условиях хода и качки, что при отсутствии гироскопической стабилизации в приборах управления огнём делало маловероятной высокую эффективность артиллерийской поддержки линкора. Всего за время войны «Парижская коммуна» прошла 7700 морских миль, израсходовала 1159 снарядов главного и 1169 противоминного калибров.

#### Окончание войны

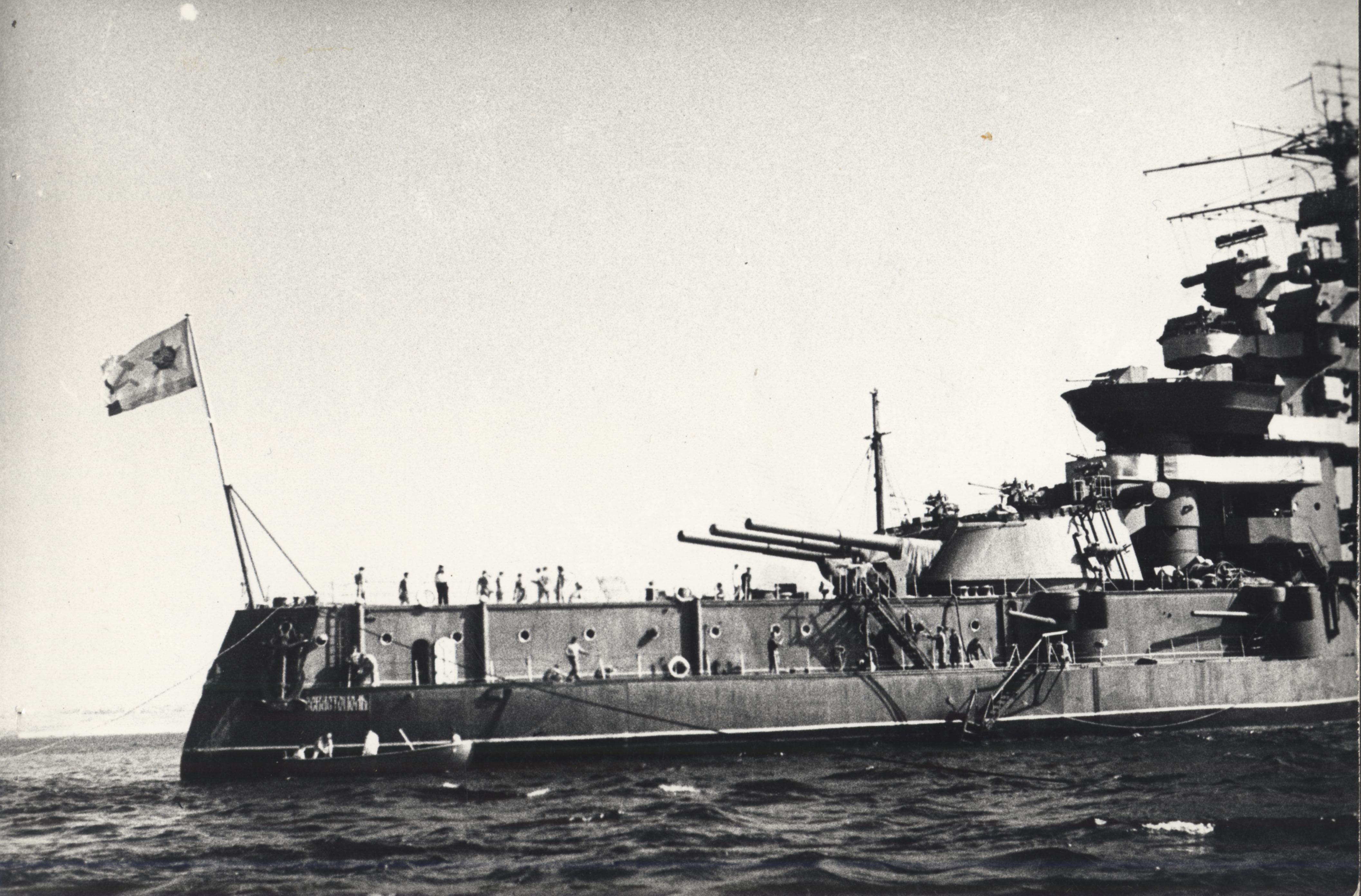
«Севастополь» в 1945 году

Ещё до результатов последнего боевого выхода командование приняло решение поставить линкор на ремонт, так как половина орудий главного калибра имела трещины стволов у дульных срезов. Ресурс лейнеров, рассчитанный на 250 выстрелов, также был израсходован. Однако немедленно приступить к замене было невозможно, из-за того что 305-мм орудия были штучными изделиями и оказались раскиданы по различным складам. Уже 11 марта 1942 года крейсер «Красный Крым» вышел в Севастополь, откуда сумел вывезти запас снарядов из арсенала главной базы для «Парижской коммуны». Остальные необходимые для ремонта тела орудий вывезли со сталинградского завода «Баррикады». По нормам мирного времени на полную замену орудий отводилось от шести до восьми месяцев, но командование Черноморского флота выделило на этот ремонт 30 суток. В итоге же портовым рабочим удалось завершить все работы ещё быстрее — за 16 или за 20 дней.
21 апреля в командование кораблём вступил капитан 1-го ранга Ю. К. Зиновьев. 22 апреля линкор посетил командующий флотом вице-адмирал Ф. С. Октябрьский. В своей речи перед экипажем Октябрьский заявил, что «Парижская коммуна» «имеет большое значение для политической обстановки на Чёрном море», и призвал сохранить корабль в полной боевой готовности. 26 апреля были произведены стрельбы из заменённых орудий главного калибра; в море линкор сопровождали эсминец «Бойкий», четыре строжевых и три торпедных катера, а с воздуха прикрытие осуществляли самолёты МБР-2 и И-153. 7 мая «Парижскую коммуну» посетил нарком Военно-морского флота адмирал Н. Г. Кузнецов и в ходе беседы с экипажем был поднят вопрос о возвращении кораблю названия «Севастополь». К июлю 1942 года был закончен ремонт корпуса линкора, где была выполнена заварка трещин и установка дополнительных подкреплений. По оценке А. М. Васильева, в условиях господства Люфтваффе в воздухе и низкой эффективности огневых налётов «Парижской коммуны» морально-политические последствия возможной гибели линкора стали бы очень значительными, и решение о прекращении её боевой эксплуатации было логичным.
Ситуация на фронте вновь начала ухудшаться, как в Крыму, так и на северокавказском направлении, однако Ф. С. Октябрьский получил запрет от Н. Г. Кузнецова на дальнейшее использование линкора для огневых налётов. В конце мая 1942 года возникло предложение перебросить в Севастополь на «Парижской коммуне» 25 танков КВ-1 для противодействия готовящемуся штурму, однако это решение так и не было принято из-за слишком высокого риска. Тем не менее, часть боезапаса орудий главного калибра линкора была передана на эсминец «Сообразительный» для доставки на батареи осаждённого города, однако так и не была доставлена. 3 июля 1942 года Севастополь был потерян войсками РККА, начиналась оборона Кавказа.
Из-за массированных авианалётов на Поти 12 сентября было принято решение о переводе линкора в порт Батуми, который оказался ещё менее подготовленным чем Поти. В итоге после одного из осенних штормов, регулярных для акватории Батуми, линкор был возвращён в Поти. После окончания ремонта корабля с него списали 540 моряков, которых направили в морскую пехоту, из них 39 погибли на фронтах. Сам же корабль десять раз принимал участие в отражении воздушных атак — так, с 30 апреля 1942 года по 29 марта 1943 года зенитными расчётами было израсходовано 246 76-мм и 532 37-мм снарядов.
В марте 1943 года линкор последовательно посетили генерал-лейтенант И. В. Рогов, контр-адмирал Н. М. Кулаков, член ГКО Л. М. Каганович и адмирал Н. Г. Кузнецов. 31 мая 1943 года линкору было возвращено имя «Севастополь». 9 августа часть экипажа корабля образовала береговую батарею «Севастополь», которая приняла участие в освобождении Новороссийска. В это время зенитное вооружение линкора было усилено четырьмя 37-мм автоматическими пушками 70-К, двумя счетверёнными пулемётными установками Vickers .50 и 14 крупнокалиберными пулемётами ДШК. После уничтожения лидера «Харьков» с двумя эсминцами в октябре 1943 года Ставкой было запрещено использовать крупные корабли ЧФ в боевых операциях, после чего «Севастополь» год не покидал Поти. Часть экипажа в начале 1944 года была направлена в Ваенгу для приёмки британского линкора HMS Royal Sovereign, позже переименованного в «Архангельск».
9 мая 1944 года в результате Крымской наступательной операции Севастополь был освобождён. К середине осени порт был протрален и восстановлен для постоянного базирования сил эскадры. 5 декабря 1944 года «Севастополь» под флагом командующего Черноморским флотом, вторым вслед за крейсером «Красный Крым», вошёл на рейд освобождённого города.

### Послевоенная служба
8 июля 1945 года линейный корабль «Севастополь» за успешное выполнение боевых задач в годы Великой Отечественной войны награждён орденом Красного Знамени.
24 июля 1954 года переклассифицирован в учебный корабль. В 1956 году исключён из состава ВМФ СССР и передан в ОФИ. В 1956—1957 годах разобран на Севастопольской базе «Главвторчермета» на металлолом.

## Командиры
Источник списка:

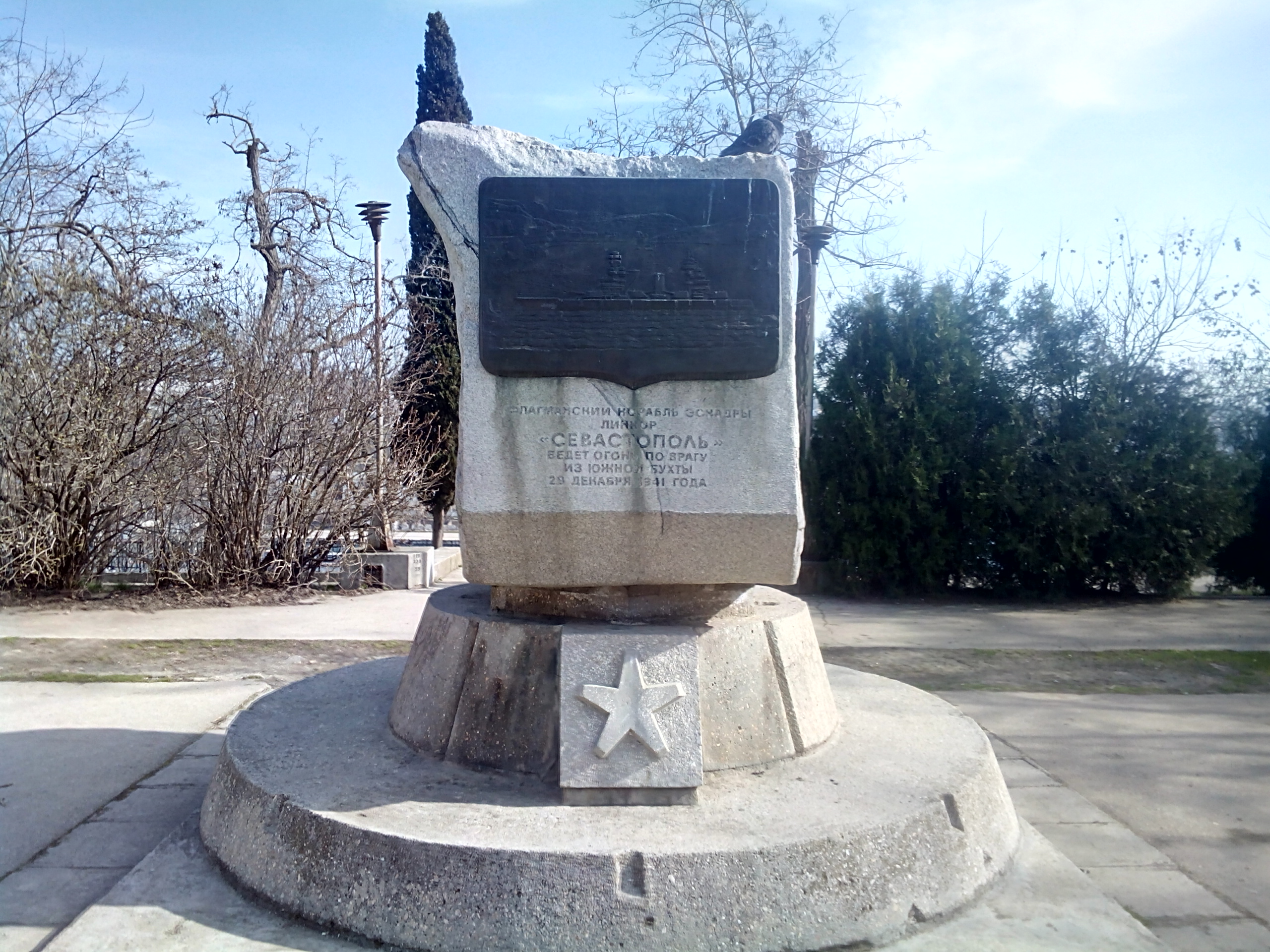
Памятник линкору «Севастополь» в Севастополе

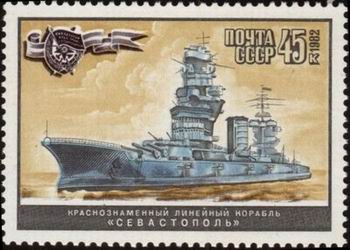
Линейный корабль «Севастополь» на марке почты СССР 1982 года

- июль 1911 — август 1915 — капитан 1-го ранга Бестужев-Рюмин, Анатолий Иванович
- август 1915 — август 1916 — капитан 1-го ранга Иванов, Леонид Леонтьевич
- август 1916 — апрель 1917 — капитан 1-го ранга Владиславлев, Пётр Петрович
- апрель 1917 — май 1918 — капитан 1-го ранга Вилькен, Павел Викторович
- апрель 1918 — ноябрь 1918 — Ставицкий, Сергей Петрович
- ноябрь 1918 — февраль 1919 — Вонлярлярский, Константин Владимирович
- февраль 1919 — февраль 1920 — Ставицкий, Сергей Петрович
- февраль 1920 — март 1921 — Белецкий, Яков Иванович
- март 1921 — Карпинский, Борис Андреевич
- март 1921 — август 1921 — Бологов, Николай Александрович
- июль 1922 — июнь 1924 — Благодарев, Сергей Александрович
- июнь 1924 — июль 1930 — Самойлов, Константин Иванович
- июль 1930 — ноябрь 1930 — Кадацкий-Руднев, Иван Никитич
- ноябрь 1930 — октябрь 1932 — Летавет, Александр Иванович
- октябрь 1932 — декабрь 1933 — Салмин, Евгений Иванович
- декабрь 1933 — сентябрь 1937 — капитан 1-го ранга Пуга, Антон Яковлевич
- сентябрь 1937 — декабрь 1937 — капитан 3-го ранга Челпанов, Фёдор Иванович
- декабрь 1937 — июль 1938 — капитан 1-го ранга Леер, Александр Фридрихович
- июль 1938 — август 1939 — капитан 2-го ранга[прим. 2] Челпанов, Фёдор Иванович
- август 1939 — март 1942 — капитан 1-го ранга Кравченко, Фёдор Иванович
- март 1942 — декабрь 1944 — капитан 1-го ранга Зиновьев, Юрий Константинович
- декабрь 1944 — декабрь 1946 — капитан 1-го ранга Романов, Михаил Фёдорович
- март 1947 — сентябрь 1949 — капитан 1-го ранга Беляев, Борис Павлович
- сентябрь 1949 — сентябрь 1951 — капитан 1-го ранга Уваров, Пётр Васильевич
- сентябрь 1951 — декабрь 1953 — капитан 1-го ранга Лобов, Семён Михайлович
- декабрь 1953 — январь 1957 — капитан 1-го ранга Коровкин, Василий Александрович

## В кинематографе
Участием линкора в Кронштадтском восстании была вдохновлена нацистская кинолента «Белые рабы: Броненосец «Севастополь»» (режиссёр Карл Антон, 1937). Броненосец «Севастополь» в фильме изображает югославский эсминец «Дубровник».
Снялся в фильме «Моряки» (режиссёр В. Браун, Одесская киностудия, 1939).
Снялся в фильме «В мирные дни» (режиссёр В. Браун, Киностудия имени А. Довженко, 1950).

## Комментарии
1. ↑  по другим данным 3 сентября[14].
2. ↑  К окончанию пребывания в должности командира корабля — капитан 1-го ранга